# Kniha Eter
Kniha Eter je součástí Knihy Mormonovy. Neobsahuje dataci. 
Kniha obsahuje Eterův rodokmen a cestu kmene Jareditů do zaslíbené země a stavbu Nového Jeruzaléma.